# Grupo del Carbono

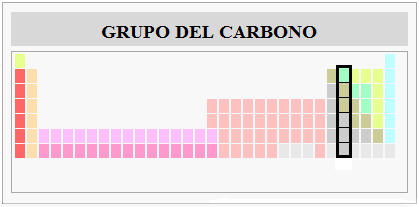
Grupo IVA

El grupo de carbono es un grupo de la tabla periódica integrado por los elementos: carbono (C), silicio (Si), germanio (Ge), estaño (Sn), plomo (Pb)
En la notación moderna de la IUPAC se lo llama Grupo 14. En el campo de la física de los semiconductores, todavía es universalmente llamado GrupoIV.

## Características

### Propiedades químicas
Al igual que otros grupos, los miembros de esta familia poseen similitudes en su configuración electrónica, ya que poseen la misma cantidad de electrones en el último nivel o subnivel de energía. Eso explica las similitudes en sus comportamientos químicos.
| Z   | Elemento | Distribución electrónica/valencia |
| --- | -------- | --------------------------------- |
| 6   | Carbono  | 2, 4                              |
| 14  | Silicio  | 2, 8, 4                           |
| 32  | Germanio | 2, 8, 18, 4                       |
| 50  | Estaño   | 2, 8, 18, 18, 4                   |
| 82  | Plomo    | 2, 8, 18, 32, 18, 4               |
| 114 | Flerovio | 2, 8, 18, 32, 32, 18, 4           |

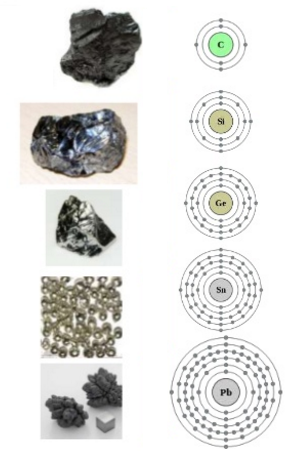
Distribución electrónica de los elementos del Grupo IVA

Todos los elementos de este grupo tiene 4 electrones en su capa más externa. En la mayoría de los casos, los elementos comparten sus electrones; la tendencia a perder electrones aumenta a medida que el tamaño del átomo aumenta.
El carbono es un no metal que forma iones negativos bajo forma de carburos (4-). El silicio y el germanio son metaloides con número de oxidación +4. El estaño y el plomo son metales que también tienen un estado de oxidación +2.
El carbono forma tetrahaluros con los halógenos. El carbono se puede encontrar bajo la forma de tres óxidos: dióxido de carbono (CO2), monóxido de carbono (CO) y dióxido de tricarbono (C3O2).El carbono forma disulfuros y diseleniuros.
El silicio forma dos hidruros: SiH4 y Si2H6. El silicio forma tetrahaluros de silicio con flúor, cloro e yodo. El silicio también forma un dióxido y un disulfuro.La fórmula química del nitruro de silicio es Si3N4.
El germanio forma dos hidruros: GeH4 y Ge2H6. El germanio también forma tetrahaluros con todos los halógenos, excepto con el astato y forma di dihaluros con todos los halógenos excepto con el bromo y el astato. El Germanio también forma dióxidos, disulfuros y diselenios.
El estaño forma dos hidruros: SnH4 y Sn2H6. El estaño forma tetrahaluros y dihaluros con todos los halógenos menos con el Astato.
El plomo forma hidruros bajo la forma de PbH4. Forma dihaluros y tetrahaluros con el flúor y con el cloro. También forma tetrabromuros y dihioduros.

### Propiedades físicas
Los puntos de ebullición en el grupo del carbono tienden a disminuir a medida que se desciende en el grupo.
El carbono es el más ligero del grupo, el mismo sublima a 3825 °C.El punto de ebullición del silicio es 3265 °C, el del germanio es 2833 °C, el del estaño es 2602 °C y el del plomo es 1749 °C. Los puntos de fusión tienen la misma tendencia que su punto de ebullición. El punto de fusión del silicio es 1414 °C, el del germanio 939 °C, para el estaño es 232 °C y para el plomo 328 °C.
La estructura cristalina del carbono es hexagonal, a altas presiones y temperaturas se encuentra bajo la forma de diamante.
La densidad de los elementos del grupo del carbono tiende a aumentar con el aumento del número atómico. El carbono tiene una densidad de 2,26 g/cm³, la densidad del silicio es de 2,33 g/cm³ y la densidad del germanio es de 5,32 g/cm³. El estaño tiene una densidad de 7,26 g/cm³ mientras que la del plomo es de 11,3 g/cm³.
El radio atómico de los elementos del grupo del carbono tiende a aumentar a medida que aumenta el número atómico. El radio atómico del carbono es de 77 picometros, el del silicio es de 118 picómetros, el del germanio es de 123 picómetros, el del estaño es de 141 picómetros, mientras que el del plomo es de 175 picómetros.

#### Alótropos
El carbono posee varios alótropos. El más común es el grafito, que es el carbono en forma de hojas apiladas. Otra forma de carbono es el diamante. Una tercera forma alotrópica del carbono es el fullereno, que tiene la forma de láminas de átomos de carbono dobladas que forman una esfera. Un cuarto alótropo del carbono, descubierto en 2003, se llama grafeno, y está en forma de una capa de átomos de carbono dispuestos en forma similar a la de un panal.
El silicio tiene dos alótropos, el amorfo y el cristalino. El alótropo amorfo es un polvo marrón, mientras que el alótropo cristalino es gris y tiene un brillo metálico.
El estaño tiene dos alótropos: α-estaño, también conocido como estaño gris, y β-estaño. El estaño se encuentra típicamente en la forma β-estaño. Sin embargo a presión normal el β-estaño se convierte a α-estaño, pasando de un metal plateado a un polvo gris, a temperaturas inferiores a los 56° Fahrenheit. Esto puede hacer que los objetos de estaño a temperaturas bajas se desmoronen en un proceso conocido como "la pudrición del estaño".

### Núcleo atómico
Al menos dos de los elementos del grupo IV (estaño y plomo) tienen núcleo mágicos, lo que significa que estos elementos son más comunes y más estables que los elementos metálicos que no tiene un núcleo mágico.

#### Isótopos
Existen 15 isótopos conocidos de carbono. De ellos, tres son de origen natural. El más común de todos ellos es el carbono-12 estable, seguido por el carbono-13 estable. El carbono-14 es un isótopo radiactivo natural con una vida media de 5.730 años.
Se han descubierto 23 isótopos de silicio, cinco de ellos son de origen natural. El más común es de silicio-28 estable, seguido de silicio-29 estable y estable de silicio-30. Silicio-32 es un isótopo radiactivo que se produce naturalmente como un resultado de la desintegración radiactiva de los actínidos. Silicio-34 también se produce de forma natural como resultado de la desintegración radiactiva de los actínidos.
Hasta el momento se han descubierto 32 isótopos de Germanio, cinco de ellos son de origen natural. El más común es el isótopo estable de germanio-74, seguido por el isótopo estable de germanio-72, el isótopo estable de germanio-70, y el isótopo estable de germanio-73. El isótopo de germanio-76 es un radioisótopo.
Se han descubierto 40 isótopos de estaño, 14 de ellos se producen en la naturaleza. El más común es el isótopo estable estaño-120, seguido por el isótopo estable estaño-118, el isótopo estable estaño-116, el isótopo estable estaño-119, el isótopo estable estaño-117, el radioisótopo estaño-124, el isótopo estable estaño-122m el isótopo estable estaño-112 y el isótopo estable estaño-114. El estaño también tiene cuatro radioisótopos que se producen como resultado de la desintegración radiactiva de uranio. Estos isótopos son el estaño-121, estaño-123, estaño-125, y el estaño-126.
Se han descubierto 38 isótopos de plomo, 9 de ellos son de origen natural. El isótopo más común es el isótopo estable plomo-208, seguido por el estable plomo-206, el isótopo estable plomo-207, y el radioisótopo de larga vida plomo-204. Cuatro isótopos de plomo se producen a partir de la desintegración radiactiva del uranio y el torio. Estos isótopos son el plomo-209, el plomo-210, el plomo-211, plomo-212 y plomo-214.

## Descubrimiento y usos en la antigüedad
El carbono, estaño y plomo son algunos de los elementos bien conocidos en el mundo antiguo, junto con azufre, hierro, cobre, mercurio, plata y oro.
Carbono como elemento fue utilizado por el primer ser humano para manejar carbón de un incendio.
El Silicio como sílice en forma de cristal de roca era familiar a los egipcios predinásticos, que lo utilizaron para los granos y pequeños jarrones. La fabricación de vidrio que contiene sílice se llevó a cabo tanto por los egipcios - al menos desde 1500 A.C - y por los fenicios. Muchos de los compuestos de origen natural o minerales de silicato fueron utilizados en diversos tipos de mortero para la construcción de viviendas.
Los orígenes de estaño parecen estar perdido en la historia. Parece que el bronce, que es una aleación de cobre y estaño, fue utilizado por el hombre prehistórico y algún tiempo antes se aisló el metal puro. Minas de estaño operaban tanto en la zonas aztecas de Sur y Centro América Inca y antes de la conquista española.
El plomo se menciona a menudo en relatos bíblicos. Los babilonios utilizaban el metal en forma de placas en los que grababan inscripciones. Los romanos lo utilizaron para las tabletas, tuberías de agua, monedas y utensilios de cocina; de hecho, como resultado de la última utilización, el envenenamiento por plomo fue reconocido en la época de Augusto César. El compuesto conocido como blanco de plomo aparentemente se preparó como un pigmento decorativo al menos desde 200 a. C.

## Aplicaciones
El carbono es comúnmente utilizado en su forma amorfa. En esta forma el carbono se utiliza para la fabricación de acero, como relleno en los neumáticos, y como carbón activado. El carbono grafito se utiliza en los lápices. El diamante, otra de las formas del carbono, se utiliza comúnmente en la joyería. Las fibras de carbono se utilizan en numerosas aplicaciones, tales como puntales de satélite, debido a que las fibras son muy fuertes pero elásticas.
El dióxido de silicio tiene una amplia variedad de aplicaciones, incluyendo pasta de dientes,materiales de construcción, y la sílice es un uno de los componentes principales del vidrio. Un 50% del silicio puro se dedica a la fabricación de aleaciones de metales. Mientras que un 45% se dedica a la fabricación de siliconas. El silicio también se usa comúnmente en los semiconductores desde la década de 1950. 
El germanio se utilizó en los semiconductores hasta la década de 1950, cuando fue sustituido por el silicio. Los detectores de radiación contienen germanio. El óxido de germanio se utiliza en la fibra óptica. 
El uso más importante del estaño es en soldaduras; 50% de todo el estaño producido se destina a esta aplicación. Un 20% del estaño producido se utiliza en la hojalata. Otro 20% del estaño se utiliza en la industria química. El óxido de estaño (IV) se utiliza comúnmente en la cerámica desde hace miles de años.
Alguna de las aplicaciones del plomo son las pesas, pigmentos y como protección contra materiales radioactivos. El plomo fue utilizado históricamente en la gasolina en forma de tetraetilo de plomo, pero este uso se ha interrumpido debido a su alta toxicidad.

## Producción
Carbono en forma de diamante se produce sobre todo por parte de Rusia, Botsuana, Congo, Canadá y Sudáfrica. Un 80% de todos los diamantes sintéticos son producidos por Rusia. China produce un 70% de grafito en el mundo. Otros países que producen grafito son Brasil, Canadá y México.
El silicio se puede producir por calentamiento de sílice con carbono.
En Rusia y China, el germanio también se separa de los yacimientos de carbón. Minerales que contienen germanio son tratados primero con el cloro para formar tetraclururo de germanio, que se mezcla con el gas hidrógeno.
China, Indonesia, Perú, Bolivia y Brasil son los principales productores de estaño. El método por el cual se produce estaño es al frente de la caserita mineral de estaño (SnO2) con coque.
El mineral de plomo más extraído es la galena (sulfuro de plomo). 4 millones de toneladas métricas de plomo se extraen cada año, la mayoría en China, Australia, Estados Unidos y Perú. La cantidad total de plomo nunca minada por los humanos es aproximadamente de 350 millones de toneladas métricas.